# Glaphyra elliptica
Glaphyra elliptica là một loài bọ cánh cứng trong họ Cerambycidae.